# 줄리 앤드루스
줄리 앤드루스 여사(Dame Julie Andrews, 본명: Julia Elizabeth Wells, DBE, 1935년 10월 1일 ~ )는 잉글랜드의 배우 겸 가수이다. 아카데미 여우주연상을 비롯하여 여러 상을 받았다. 1954년 브로드웨이에서 아역 배우로 데뷔한 후, 《마이 페어 레이디》, 《카멜롯》, 《메리 포핀스》 등 여러 뮤지컬과 영화에 출연했으며, 특히 《사운드 오브 뮤직》의 가정교사 마리아 역으로 가장 유명하다.
2000년대 들어와 영화 배우로 재기하여, 《프린세스 다이어리》 시리즈, 애니메이션 《슈렉 시리즈》에 출연했다. 2003년 뮤지컬 《보이 프렌드》를 재공연하여 연출가로서도 브로드웨이에서 성공했다.

## 출연 작품
- 2018년 - 아쿠아맨 - 카라탠 역 (목소리)
- 2017년 - 슈퍼배드 3 - 그루의 엄마 역
- 2003년 - 엘로이즈 크리스마스 대소동 - 내니 역
- 2001년 - 프린세스 다이어리 - 클라리스 여왕 역
- 1998년 - 헤이, 미스터 프로듀서! : 뮤지컬 (TV) (Hey Mr. Producer)
- 1995년 - 빅터 빅토리아 (Victor/Victoria) - 빅터/빅토리아 역
- 1991년 - 사랑하는 아들 (Our Sons)
- 1986년 - 듀엣 포 원 (Duet For One) - 스테판 앤더슨 역
- 1983년 - 사랑도박 (The Man Who Loved Women) - 마리아나 역
- 1982년 - 빅터 빅토리아 (Victor/Victoria) - 빅터 / 빅토리아 역
- 1981년 - 헐리우드의 건달들 (S.O.B.)
- 1980년 - 구두쇠와 꼬마 숙녀 (Little Miss Marker) - 어맨다 역
- 1979년 - 10 - 샘 테일러 역
- 1969년 - 달링 릴리 (Darling Lili) - 릴리 스미스 역
- 1968년 - 스타 ! (Star !) - 거트루드 로런스 역
- 1966년 - 찢어진 커튼 (Torn Curtain) - 세라 셔먼 역
- 1966년 - 하와이 (Hawaii)
- 1965년 - 사운드 오브 뮤직 - 마리아 역
- 1964년 - 에밀리를 미국 사람으로 만들기 (The Americanization Of Emily)
- 1964년 - 메리 포핀스 (Mary Poppins) - 메리 포핀스 역 (데뷔작)

## 서훈
- 2000년 대영 제국 훈장 2등급(DBE, 작위급 훈장)[1]

## 수상
- 2019년 제48회 AFI 평생공로상